# Воеводское (станция)
Воево́дское — промежуточная железнодорожная станция Пензенского отделения Куйбышевской железной дороги, располагается на территории Республики Мордовия.

## Описание
Станция Воеводское расположена на двухпутном участке Кустарёвка — Самара с электротягой постоянного тока; относится к Пензенскому региону Куйбышевской железной дороги. По характеру работы является промежуточной станцией, по объёму выполняемой работы отнесена к 4-му классу. Путевое развитие состоит из 4-х путей: 2 главных (№ 1, 2) и 2 приёмо-отправочных (№ 3, 4). На станции расположена площадка производственного участка и тяговая подстанция Рузаевской дистанции электроснабжения (ЭЧ-3). Станция открыта для грузовой работы.
Станция включена в диспетчерскую централизацию участка Рузаевка — Новообразцовое. Комплексный контроль за техническим состоянием путей осуществляет Рузаевская дистанция пути (ПЧ-20). Контроль за техническим обслуживанием и ремонтом устройств автоматики и телемеханики осуществляет Рузаевская дистанция сигнализации, централизации и блокировки (ШЧ-2). Устройства железнодорожной связи обслуживает Сызранский региональный центр связи (РЦС-2).